# 6-溴-5-己炔腈
6-溴-5-己炔腈是一种有机溴化合物，化学式为C6H6BrN。它可由5-己炔腈和N-溴代丁二酰亚胺在硝酸银催化下于丙酮中反应制得。它和硫氰酸钾在乙酸银催化下于乙腈中加热反应，可以得到(1Z)-1-溴亚甲基-4-氰基硫氰酸丁酯。